# Harland (St. Pölten)
Harland liegt in Niederösterreich an der Traisen und ist seit seiner Eingemeindung 1939 ein Stadtteil von St. Pölten. An Harland grenzen die Stadtteile Ochsenburg, Spratzern, St. Georgen und Stattersdorf, im Osten grenzt die Ortschaft an Pyhra.

## Namen
Die Namen der drei Katastralgemeinden haben unterschiedliche Ursprünge. Während der Name Harland auf den Flachsanbau hinweist, dürfte Altmannsdorf auf den Bischof Altmann von Passau zurückgehen. Zu Windpassing gibt es verschiedene Theorien. Zum einen einen Hinweis auf Winden, also Slawen, oder, nach neueren Forschungen, auf eine Siedlung im Bereich von Windbruch.

## Geschichte
Durch Grabfunde lässt sich eine Besiedlung in prähistorischer Zeit belegen. Erste urkundliche Erwähnung findet Altmannsdorf 1091, die ersten Belege über Harland stammen aus dem 13. Jahrhundert. Die damals 66 Bewohner waren hauptsächlich als Bauern tätig. Ab 1364 ist Pyhra als Ortspfarre belegt.
Das ursprüngliche Landwirtschaftlich geprägte Dorf wuchs im 19. Jahrhundert durch die Eröffnung der Zwirnfabrik Mathias Salcher & Söhne. Damit einher gingen Wohnbauprojekte, um die zugewanderten Arbeiter unterzubringen. In den Jahren nach 1899 wurde die Traisen reguliert, dies schuf weitere Arbeitsplätze.
1883 wurde die erste Schule von den Brüdern Salcher erbaut, 1909 war die ganze Ortschaft mit Strom und Kanal versorgt. Ab 1911 verkehrte die St. Pöltner Straßenbahn in Harland. 1923 zählte der Ort 1361 Einwohner.
1939 wurden alle drei Katastralgemeinden von Pyhra nach St. Pölten umgemeindet, Altmannsdorf und Windpassing wurden 1955 nach St. Georgen ausgemeindet. Die Wiedereingemeindung der beiden Katastralgemeinden erfolgte 1971 gemeinsam mit St. Georgen und Ochsenburg. Eine eigene Kirche erhielt Harland 1966, die mit Stattersdorf gemeinsam eine Pfarre bildet.

Die Firma Mathias Salcher & Söhne im Jahr 1883
Eine alte Postkarte, entstanden um 1907

## Politik
Als Katastralgemeinde von St. Pölten hat Harland keinen eigenen Gemeinderat.
Siehe auch: St. Pölten: Politik

## Sport
Der älteste Fußballverein St. Pöltens, der Harlander Sportclub, trägt seine Heimspiele am Sportplatz in Harland aus. Er wurde 1912 als Arbeitersportverein der Harlander Zwirnfabrik gegründet und bietet auch noch Gewichtheben, Tennis und Eisstockschießen an.

## Öffentliche Einrichtungen
In Harland befinden sich eine Haupt- und Volksschule sowie ein Kindergarten.

## Kultur und Sehenswürdigkeiten
- Rumänisch-orthodoxe Filialkirche Harland

## Persönlichkeiten
- Otto Demus (1902–1990), Kunsthistoriker